# Équipe de Sao Tomé-et-Principe de football
Cet article traite de l'équipe masculine. Pour l'équipe féminine, voir Équipe de Sao Tomé-et-Principe féminine de football.
Maillots
L'équipe de Sao Tomé-et-Principe de football est constituée par une sélection des meilleurs joueurs santoméens sous l'égide de la Fédération de Sao Tomé-et-Principe de football.

## Sélection actuelle
Les joueurs suivants ont été appelés pour disputer les éliminatoires de la CAN 2023 lors de matches face au Modèle:GBN football et le Nigeria les 9 et 13 juin 2022.
Gardiens
- Anastácio Bragança
- Feher Mendes

Défenseurs
- Ivonaldo
- Leonildo Soares
- Jardel Nazaré
- Nilton Pequeno
- Hernane Espírito

Milieux
- Iniesta
- Tinho
- Aldair
- Joel Neves
- Gualdino Mauro
- Luis Selemane
- Geoxking Alegre

Attaquants
- Luís Leal
- Eba Viegas
- Edmílson Viegas
- Ronaldo Afonso
- Dadigildo
- Valter Rocha

## Palmarès

### Classement FIFA
| Année              | 1998 | 1999 | 2000 | 2001 | 2002 | 2003 | 2004 | 2005 | 2006 | 2007 | 2008 | 2009 | 2010 | 2011 | 2012 | 2013 | 2014 | 2015 | 2016 | 2017 | 2018 |
| ------------------ | ---- | ---- | ---- | ---- | ---- | ---- | ---- | ---- | ---- | ---- | ---- | ---- | ---- | ---- | ---- | ---- | ---- | ---- | ---- | ---- | ---- |
| Classement mondial | 194  | 187  | 181  | 186  | 191  | 192  | 195  | 197  | 198  | 200  |      |      |      | 196  | 119  | 158  | 170  | 156  | 153  | 178  | 185  |

### Parcours enCoupe du monde
| Année | Position    |      | Année       | Position |                   | Année | Position |
| 1930  | Non inscrit | 1970 | Non inscrit | 2002     | Tour préliminaire |       |          |
| 1934  | Non inscrit | 1974 | Non inscrit | 2006     | Tour préliminaire |       |          |
| 1938  | Non inscrit | 1978 | Non inscrit | 2010     | Non inscrit       |       |          |
| 1950  | Non inscrit | 1982 | Non inscrit | 2014     | Tour préliminaire |       |          |
| 1954  | Non inscrit | 1986 | Non inscrit | 2018     | Tour préliminaire |       |          |
| 1958  | Non inscrit | 1990 | Non inscrit | 2022     | Tour préliminaire |       |          |
| 1962  | Non inscrit | 1994 | Non inscrit | 2026     | À venir           |       |          |
| 1966  | Non inscrit | 1998 | Non inscrit |          |                   |       |          |

### Parcours enCoupe d'Afrique
| Année | Position    |      | Année             | Position |                   | Année   | Position |
| 1957  | Non inscrit | 1982 | Non inscrit       | 2006     | Tour préliminaire |         |          |
| 1959  | Non inscrit | 1984 | Non inscrit       | 2008     | Non inscrit       |         |          |
| 1962  | Non inscrit | 1986 | Non inscrit       | 2010     | Non inscrit       |         |          |
| 1963  | Non inscrit | 1988 | Non inscrit       | 2012     | Non inscrit       |         |          |
| 1965  | Non inscrit | 1990 | Non inscrit       | 2013     | Tour préliminaire |         |          |
| 1968  | Non inscrit | 1992 | Non inscrit       | 2015     | Tour préliminaire |         |          |
| 1970  | Non inscrit | 1994 | Non inscrit       | 2017     | Tour préliminaire |         |          |
| 1972  | Non inscrit | 1996 | Non inscrit       | 2019     | Tour préliminaire |         |          |
| 1974  | Non inscrit | 1998 | Non inscrit       | 2021     | Tour préliminaire |         |          |
| 1976  | Non inscrit | 2000 | Tour préliminaire | 2023     | Tour préliminaire |         |          |
| 1978  | Non inscrit | 2002 | Tour préliminaire | 2025     | À venir           |         |          |
| 1980  | Non inscrit | 2004 | Non inscrit       |          | 2027              | À venir |          |

### Compétitions officielles
- Lusophone Games 2006 (Macau)

## Projet
Récemment interrogé quant aux ambitions saotoméennes sur le plan footballistique, Manuel Dendé a annoncé que :
- Les difficultés financières de l’archipel n’ont pas pu permettre à ses joueurs de participer aux dernières compétitions internationales officielles (CDM / CAN)
- La structure footballistique est en reconstruction et il a été mis en place une mobilisation conséquente autour du football espoir. C’est-à-dire que la Fédération santoméenne a mis l’accent sur la formation des jeunes joueurs (en particulier la section U17) qui participent déjà à diverses compétitions internationales.
- Le redressement du niveau de football est notamment dû à la contribution de la FIFA avec son projet « Goal » grâce auquel les infrastructures de l'archipel se sont vu rapidement développées.

## Les adversaires de São Tomé depuis 1976
| Pays               | J  | G | N | P  | Bp | Bc  | Diff | Premier match                         | Dernier match                           |
| ------------------ | -- | - | - | -- | -- | --- | ---- | ------------------------------------- | --------------------------------------- |
| Guinée-Bissau      | 3  | 0 | 0 | 3  | 1  | 8   | -7   | 25 juillet 1987 (0-2) à São Tomé      | 14 juin 2023 (0-1) à Bissau             |
| Angola             | 1  | 0 | 1 | 0  | 1  | 1   | 0    | 27 juillet 1987 (1-1) à São Tomé      |                                         |
| Togo               | 2  | 0 | 0 | 2  | 0  | 6   | -6   | 2 août 1998 (0-4) à Libreville        | 18 août 1998 (2-0) à Lomé               |
| Tchad              | 2  | 0 | 0 | 2  | 0  | 10  | -10  | 29 juin 1976 (5-0) à Libreville       | 10 novembre 1999 (5-0) à Libreville     |
| Centrafrique       | 2  | 0 | 0 | 2  | 1  | 5   | -4   | 10 juillet 1976 (2-1) à Libreville    | 13 novembre 1999 (0-3) à Libreville     |
| Sierra Leone       | 6  | 2 | 1 | 3  | 4  | 8   | -4   | 8 avril 2000 (2-0) à São Tomé         | 26 juin 2023 (0-2) à Agadir             |
| Gabon              | 3  | 0 | 0 | 3  | 2  | 6   | -4   | 11 novembre 1999 (1-0) à Libreville   | 15 juillet 2000 (4-1) à Libreville      |
| Guinée équatoriale | 2  | 1 | 0 | 1  | 3  | 3   | 0    | 14 novembre 1999 (2-0) à Libreville   | 21 mars 2025 (2-0) à Malabo             |
| Libye              | 4  | 1 | 0 | 3  | 0  | 9   | -9   | 11 octobre 2003 (0-1) à São Tomé      | 28 mars 2016 (0-4) à Blida              |
| Congo              | 4  | 0 | 1 | 3  | 1  | 18  | -17  | 7 juillet 1976 (11-0) à Libreville    | 15 novembre 2011 (1-1) à Pointe-Noire   |
| Bénin              | 2  | 0 | 0 | 2  | 0  | 4   | -4   | 17 mai 2014 (0-2) à São Tomé          | 1 juin 2024 (2-0) à Cotonou             |
| Maroc              | 2  | 0 | 0 | 2  | 0  | 5   | -5   | 5 septembre 2015 (0-3) à São Tomé     | 2 septembre 2016 (0-2) à Rabat          |
| Éthiopie           | 2  | 1 | 0 | 1  | 1  | 3   | -2   | 8 octobre 2015 (1-0) à São Tomé       | 11 octobre 2015 (3-0) à Addis-Abeba     |
| Cap-Vert           | 2  | 0 | 0 | 2  | 2  | 9   | -7   | 13 juin 2015 (7-1) à Praia            | 4 juin 2016 (2-1) à São Tomé            |
| Lesotho            | 2  | 1 | 1 | 0  | 1  | 0   | -1   | 15 janvier 2002 (1-0) à São Tomé      | 22 janvier 2002 (0-0) à Maseru          |
| Madagascar         | 2  | 0 | 0 | 2  | 2  | 4   | -2   | 22 mars 2017 (0-1) à São Tomé         | 26 mars 2017 (3-2) à Antananarivo       |
| Cameroun           | 2  | 0 | 0 | 2  | 0  | 4   | -4   | 12 août 2017 (0-2) à São Tomé         | 19 août 2017 (2-0) à Yaoundé            |
| Ouganda            | 1  | 0 | 0 | 1  | 1  | 3   | -2   | 24 mars 2018 (3-1) à Kampala          |                                         |
| Afrique du Sud     | 2  | 0 | 0 | 2  | 2  | 6   | -4   | 13 novembre 2020 (2-0) à Johannesburg | 16 novembre 2020 (2-4) à Port Elizabeth |
| Soudan             | 2  | 0 | 0 | 2  | 0  | 6   | -6   | 13 novembre 2019 (4-0) à Omdourman    | 24 mars 2021 (0-2) à São Tomé           |
| Ghana              | 2  | 0 | 0 | 2  | 1  | 4   | -3   | 18 novembre 2019 (0-1) à São Tomé     | 28 mars 2023 (3-1) à Accra              |
| Maurice            | 4  | 1 | 1 | 0  | 9  | 5   | 4    | 9 octobre 2019 (1-3) à Mapou          | 27 mars 2022 (3-3) à Saint Pierre       |
| Nigeria            | 2  | 0 | 0 | 2  | 0  | 16  | -16  | 13 juin 2022 (0-10) à Agadir          | 10 septembre 2023 (6-0) à Uyo           |
| Tunisie            | 1  | 0 | 0 | 1  | 0  | 4   | -4   | 17 novembre 2023 (4-0) à Radès        | 6 octobre 2025 à São Tomé               |
| Malawi             | 1  | 0 | 0 | 1  | 1  | 3   | -2   | 6 juin 2024 (3-1) à Lilongwe          | 13 octobre 2025 à São Tomé              |
| Namibie            | 1  | 0 | 0 | 1  | 0  | 2   | -2   | 21 novembre 2023 (0-2) à Agadir       | 8 septembre 2025 à Windhoek             |
| Liberia            | 2  | 0 | 0 | 1  | 1  | 3   | -2   | 9 juin 2024 (0-1) à Oujda             | 24 mars (2-1) 2025 à Monrovia           |
| Soudan du Sud      | 2  | 0 | 2 | 0  | 1  | 1   | 0    | 22 mars 2024 (1-1) à Berkane          | 26 mars 2024 (0-0) à Berkane            |
| Total              | 60 | 7 | 7 | 47 | 4  | 156 | -118 | 29 juin 1976 (5-0) à Libreville       | 21 mars 2025 (2-0) à Malabo             |

## Liste des sélectionneurs de Sao Tomé-et-Principe
- : Rudi Gutendorf : 1984
- : Juvenal Correia Leal : 199?-1998
- : Eduardo Luís : 1999
- Eduardo de Sousa : 2000
- : Antônio Dumas : 2000-2001
- : Jose Ferraz : 2003-2005
- : Osvaldo Lima : 201?-2011
- : Gustave Clément Nyoumba : 2011-2015
- : António do Rosário : 2015-2017
- : Gustave Clément Nyoumba : 2017-2019
- : Adriano Eusébio : 2019-2024
- : Ricardo Monsanto: depuis 2024